# Fritz Obrutschka
Fritz Obrutschka (* 12. Juli 1894 in Wien; † 6. November 1956 in Schwarzach im Pongau) war ein österreichischer Politiker (ÖVP) und Hotelier. Er war von 1936 bis 1938 Bürgermeister von Bad Gastein und von 1945 bis 1948 Abgeordneter zum Österreichischen Nationalrat.

## Ausbildung und Beruf
Obrutschka besuchte von 1900 bis 1905 die Volksschule und von 1905 bis 1908 die Bürgerschule in Wien. Er absolvierte im Anschluss von 1908 bis 1911 eine Lehre im Hotel Klomser in Wien sowie die Hotelfachschule in Wien. Nach Auslandspraktika zwischen 1911 und 1914 in Paris und London und übernahm im Jahr 1914 die Stelle des Hoteldirektors in Gablonz an der Neisse. Er diente zwischen 1916 und 1918 im Ersten Weltkrieg und war ab 1927 Hotelier im Hotel Tauernbahn in Böckstein. 

## Politik und Funktionen
Nachdem er zwischen 1935 und 1936 als Regierungskommissär in Bad Gastein gewirkt hatte, stand er der Gemeinde Bad Gastein zwischen 1936 und 1938 als Bürgermeister vor. Er war von 1937 bis 1938 Präsident des Österreichischen Heilbäderverbandes und von 1934 bis 1938 Mitglied des Landesgewerberates und Obmann des Bezirksgewerbeverbandes Gasteins sowie Landesinnungsmeister-Stellvertreter. Obrutschka vertrat die ÖVP zwischen dem 19. Dezember 1945 und dem 11. Februar 1948 im Nationalrat. 